# Томас Беддоус
Томас Беддоус (Беддо) (13 квітня 1760 , Шропшир  — 24 грудня 1808 )(англ. англ. Thomas Beddoes (Beddo)) — англійський вчений: хімік, медик, філософ.

## Біографія
Народився 13 квітня 1760 року у будинку Белконі-хаус у містечку Шифнел графства Шропшир.
Здобув початкову освіту у гімназії Брідднорт-Ендовед-скул та у Пемброк-коледж Оксфордського університету. Потім вступив на початку 1780-х років на медичний курс Единбурзького університету. Серед викладачів — хімік та фізик Джозеф Блек та професор природної історії Кендал Вокер. Також Беддоус вивчав медицину у Лондоні у хірурга Джон Шелдон. В 1784 Томас Беддоус опублікував переклад роботи Ладзаро Спалланцані «Dissertations on Natural History» і в 1785 — переклад праці Торберна Бергмана «Essays on Elective Attractions». В 1786 Беддоус здобув ступінь доктора медицини у Пемброк-коледж Оксфордського університету.
Після 1786 Томас Беддоус відвідав Париж, де познайомився з Лавуазьє. В 1788 році він був призначений професором хімії Оксфордського університету: його лекції залучали велику та вдячну аудиторію. Прихильність вченого до Французької революції налаштувала проти нього частину вчених і він пішов у відставку в 1792 році. Наступного року він опублікував книгу «History of Isaac Jenkins», де показав пороки пияцтва. Книга мала неабиякий успіх — було продано 40 000 її екземплярів.
Беддоус займався дослідженням та лікуванням туберкульозу, створивши в Бристолі клініку, що існувала з 1793 по 1799, а потім організував у Бристолі медичний науково-дослідний центр Бристольський пневматичний заклад. Тут він займався тестуванням різних газів для лікування туберкульозу; пізніше ця установа була перетворена на загальну лікарню. Між 1793 і 1799 роками Томас Беддоус мав клініку на площі Гоуп-сквере у бристольському районі Готвеллз, де він лікував пацієнтів з туберкульозом.
Помер 24 грудня 1808 
 у містечку Кліфтон, передмістя Бристоля.
.
Сучасники відгукувалися про вченого як людину величезної енергії та великих знань, які він спрямовував на благородні та благодійні цілі. Він прагнув досягнення суспільного блага, популяризуючи медичні знання.

## Інтернет-ресурси
- Thomas Beddoes (1760–1808). Процитовано 9 листопада 2008.